# A Game of Pool
A Game of Pool este episodul 70 al serialului american Zona crepusculară. A fost difuzat pe 13 octombrie 1961 pe CBS. Conform lui Rod Serling, este „povestea celui mai bun jucător de biliard în viață și a celui mai bun jucător de biliard din lumea de apoi”.

## Prezentare

### Introducere
| “ | Jesse Cardiff, escroc, cel mai bun jucător de biliard de pe strada Randolph, care va afla imediat că a fi cel mai bun într-un domeniu vine cu propriile riscuri. În sau în afara Zonei crepusculare. | ” |

### Intriga
În sala de biliard Lister din Chicago, escrocul Jesse Cardiff (Jack Klugman) își îmbunătățește tehnica la biliard de unul singur. Jesse este măcinat de gândul că nu este considerat cel mai bun jucător de biliard al tuturor timpurilor din cauza regretatului James Howard „Fats” Brown (Jonathan Winters). Acesta spune că-și dorește să-l înfrunte pe Fats. În următoarea scenă, Fats se ridică obosit de la masa de biliard în viața de apoi pentru a răspunde provocării. Jesse este uimit să-l descopere pe Fats însuși în colțul sălii. Chiar dacă este mort de 15 ani, acesta a revenit în lumea celor vii pentru a-l înfrunta pe Jesse într-un meci de biliard și a-i propune un pariu: dacă Jesse va câștiga, va fi recunoscut drept cel mai bun jucător de biliard al tuturor timpurilor; dacă va pierde însă, va renunța la viață.
Jesse acceptă și cei doi încep să joace. Pe tot parcursul meciului, Fats deplânge că Jesse și-a irosit viața, petrecându-și tot timpul jucând biliard, în timp ce el a avut o viață plină pe lângă faptul că a ajuns un mare jucător. Jesse îl ignoră, convins că încearcă să-i distragă atenția. Cu o singură minge pe masă care să stabilească câștigătorul, Fats ratează. Acesta îl avertizează pe Jesse că s-ar putea să obțină mai mult decât își dorește odată cu câștigarea meciului, însă Jesse îl ignoră din nou și îl învinge. Se bucură de noul său statut, iar Fats îi mulțumește că l-a învins. La scurt timp după încheierea meciului, fostul campion dispare.
La mult timp după moartea sa, Jesse este chemat în lumea celor vii la sala de biliard Mason din Sandusky, Ohio⁠(d) pentru a înfrunta un adversar. Cunoscut și după moarte drept cel mai mare jucător de biliard din toate timpurile, este obligat să preia atribuțiile statutului, și anume să-i înfrunte ad infinitum pe toți cei care îl provoacă de-a lungul timpului până în momentul în care unul dintre ei îl învinge. Între timp, Fats este plecat la pescuit, fiind eliberat de fostele sale obligații.

### Concluzie
| “ | Domnul Jesse Cardiff, care a devenit o legendă învingând alta, dar a descoperit după plecarea din lumea celor vii că a fi bun într-un domeniu vine cu o obligația de a dovedi asta la nesfârșit. Domnul Fats Brown, pe de altă parte, a lepădat pelerina campionului și a plecat la pescuit. Acestea sunt regulile fundamentale în Zona crepusculară. | ” |